# 사교춤

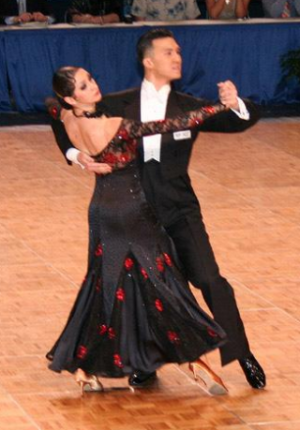
사교춤을 추는 모습

사교춤(社交-)은 의식과 무대용이 아닌 일반인이 남녀 쌍로 악곡에 맞추어 자유롭게 둘이서 함께 즐기는 댄스이다. 영어로는 ballroom dance이다.

## 같이 보기
- 아시안 게임 댄스스포츠